# Trichloroeten
Trichloroeten, trichloroetylen – organiczny związek chemiczny, chlorowa pochodna etenu (etylenu).

## Charakterystyka
Jest to bezbarwna ciecz, niepalna, o charakterystycznym zapachu. Wrze w temperaturze 87 °C, słabo rozpuszcza się w wodzie, natomiast dobrze w etanolu, eterze dietylowym i benzynie.
Otrzymywany przemysłowo z acetylenu przez addycję dwóch cząsteczek chloru, a następnie z tak utworzonego 1,1,2,2-tetrachloroetanu, pod wpływem ogrzewania z wodorotlenkiem wapnia, następuje eliminacja cząsteczki chlorowodoru z utworzeniem trichloroetenu.
Dawniej stosowany jako rozpuszczalnik tłuszczów: do ekstrakcji i odtłuszczania czyszczonych powierzchni (np. przed klejeniem czy malowaniem), obecnie zaprzestano go używać z powodu silnych właściwości narkotycznych oraz rakotwórczych. Wyniki badań opublikowanych w Journal of Parkinson’s Disease w 2023 roku wskazują, że ekspozycja na trichloroeten pięciokrotnie zwiększa ryzyko zachorowania na chorobę Parkinsona.